# Песма
Песма (ијек. пјесма) уметничко је дело у стиховима или у прози, у коме се приповеда и путем стилских фигура изражава емоција. Песма може бити схваћена и као музичка композиција. Садржи делове који се певају, углавном речи, текст песме, праћен музичким инструментима. Речи песме су најчешће поетске природе и римују се, али постоје и песме са религиозним садржајима, као и оне које представљају слободну прозу. Најчешће се пишу за једног певача, али могу бити и дуети и трија. Могу се поделити на више начина, у зависности од коришћеног критеријума. Нпр., могу се поделити на уметничке, народне и популарне песме.
Песма, у најширем смислу је појединачан (и често самосталан) музички рад који је типично намењен певању људским гласом уз дистинктне и фиксне висине тона и обрасце који користе звук и тишину и разноликост форми које често садрже понављајуће секције. Писане речи креиране специфично за музику или за које је музика специфично креирана, се називају лириком. Ако је раније постојећа поема постављена на компоновану музику у класичној композицији то је уметничка песма. Песме које се певају на понављајућим висинама тона без особених контура и образаца који се подижу и падају се називају појања. Песме у једноставном стилу које су неформално научене се обично називају народним песмама. Песме који су компоноване за професионалне певаче који продају своје снимке или живе од извођења представа на масовном тржишту се називају популарним песмама. Те песме, које остарују широку популарност, обично компонују професионални писци песама, композитори и лиричари. Уметничке песме компонују обучени класични композитори за концертна или рецитаторска извођења. Песме се изводе уживо или снимају у аудио или видео формату (у неким случајевима, песма може да буде извођена уживо и симултано снимана). Песме се могу јавити у представама, музичком позоришту, сценским емисијама било којег облика и унутар опера.
Песма може да буде за соло певача, водећег певача подржаног позадинским певачима, дует, трио, или већи ансамбл који укључује више гласова који певају у хармонији, мада се овај термин генерално не користи за велике класичне музичке форме укључујући опере и ораторијуме, који користе термине као што је арија и рецитатив. Песме са више од једног гласа у певачким комадима у полифонији или хармонији се сматрају хорским радовима. Песме се могу широко поделити у многе различите форме, у зависности од кориштених критеријума.
Песме могу да буду написане за једног или више певача да певају без инструменталне пратње или оне могу да буду написане за извођење са инструменталном пратњом. Корепетиција која се користи за песме зависи од музичког жанра и у класичним стиловима, инструкције за диригента су написане у партитури. Песме могу да буду праћене једним пратећим клавиром или гитаром, малим оркестром (нпр., џез квартетом, basso continuo групом (у случају барокне музике), рок или поп бендом или ритмичком секцијом) или чак великим бендом (за џез песме) или оркестром (за класичне арије). Једна подела је између „уметничких песама”, „поп песама” и традиционалне музике која обухвата „народне песме” и ране блуз песме. Други уобичајени методи категоризације су по сврси (света vs sекularна), по стилу (плес, балада, итд.), или по времену порекла (ренесансна, савремена, итд.). Песме могу да буду научне или пренесене „по слуху” (као у традиционалним народним песмама); са снимака или водеће стране (у џезу и попу) или са детаљне музичке нотације (у класичној музици). Нека инструментална музика која се свира у певачком стилу се назива песмама, нпр., Менделсонове Песме без речи за соло пијано.

## Типови

### Уметничке песме
Уметничке песме су оне песме које се креирају с намером да их изводе класични уметници, обично уз пратњу клавира или виолине/виоле, мада оне могу да буду соло извођене. Уметничке песме захтевају снажну вокалну технику, разумевање језика, дикције и поезије за тумачење. Мада такви певачи могу исто тако да изводе популарне и народне песме на својим програмима, ове карактеристике и употреба поезије су оно што разликују уметничке песме из популарних песама. Уметничке песме су традиција у већини европских земаља, као и у низу других земље са класичном музичком традицијом. Заједнице са немачког говорног подручја користе термин уметничка песма („Kunstlied”) да би се разликовале такозване „озбиљне” композиције од народних песама („Volkslied”). Лирику обично пишу песници или лиричари, а музику засебно компонују композитори. Уметничке песме могу да буду компликованије у погледу форме од популарних или народним песама, мада многе ране песме ове групе попут оних које је писао Франц Шуберт имају једноставну строфичну форму. Пратња европских уметничких песама се сматра важним делом композиције. Неке уметничке песме су поштоване у тој мери да попримају карактеристике вида националне идентификације.
Уметничке песме произлазе из традиције певања романтичних љубавних песама, често о идеализованој или имагинарној особи, или су изведене из верских песмама. Трубадури и бардови Европе започели су документовану традицију романтичних песама, коју са наставили Елизабетански лутерани. Неке од најранијих песама су присутне у музици Хенрија Персела. Традиција романтике, љубавне песме са текућом пратњом, често у трострукој метрици, ушла је у оперу у 19. веку и ширила се одатле по Европи. Она се проширила у популарну музику и постала део њене подлоге. Док романса обично има једноставну пратњу, уметничке песме имају компликоване, софистициране пратње које подржавају, украшавају, илуструју или пружају гласовне контрасте. Понекад пратећи извођач даје мелодију, док се вокалиста стара о драматуршким аспектима.

### Народне песме
Народне песме су оне песме које су често анонимног порекла (или су у јавном домену) и у прошлости су усмено преношене. Оне често садрже знатне аспекте националног или културног идентитета. Уметничке песме често приступају статусу народних песама када људи забораве ко је био аутор. Народне песме се данашње време више се не преносе усменим путем, већ се користе уобичајене музичке партитуре). Народне песме постоје у скоро свакој култури. Популарне песме могу временом да постану народне песме истим процесом одвајања из његовог извора. Народне песме су по дефиницији више или мање у јавном домену, иако постоје многи извођачи народних песама који објављују и снимају оригиналан материјал заштићен ауторским правима. Ова традиција је довела и до стила наступа певача/текстописаца, при чему уметник напише исповесну песму или сет личних изјава и пева их уз музику, најчешће уз гитарску пратњу.
Народна (изворна, етно) музика је жанр музике који је заступљен у свим деловима света. Сваки народ у оквиру своје традиције негује своју традиционалну музику, а свака од њих представља идентитет једног народа. Песма се прожима кроз све животне активности, најчешће се пева при раду или на окупљањима. Захваљујући глобализацији, етно музика је у експанзији. Појавом различитих музичких жанрова долази до стварања бројних поджанрова, повезивањем и мешањем различитих традиција. Традиционална музика обухвата више категорија музике, од изворних музичких облика до модерних музичких праваца надахнутих традиционалном музиком.
Постоји много жанрова популарних песама, укључујући сентименталне љубавне песме, баладе, хумористичке песме, химне, рок, блуз и песме дуже, и низ других комерцијалних жанрова, као што је хип хоп

### Забавна музика
Забавна музика је термин који подразумева групу музичких стилова, а карактеришу је једноставније хармоније и мелодије које се лако памте, као и текстови обично на љубавне теме. У Србији, у најновије доба, забавна музика има примеса тзв. фолк музике као и неких жанрова популарне музике, најчешће попа и денса, али некад и електронске музике и хип-хопа. Ова врста музике је једноставна и певљива и уз њу се може играти. Приступачна је великом броју слушалаца. Дела забавне музике живе са тренутном публиком и немају трајност коју има „уметничка музика“. Један хит замењује се другим. Шлагер, настао у првој половини 20. века, имао је знатан утицај на забавну музику. Шлагери су популарне вокалне композиције са једноставном инструменталном пратњом. Шлагери су били популарне арије и песме из оперета извођене ван музичке сцене. Касније настају и оригиналне композиције. Отуда и израз шлагер (немачки Schlag-удар), што значи песма чија мелодија брзо, „на препад“, осваја љубитеље забавне музике, претежно омладину. Посебан утицај на забавну музику извршили су шансоне, једноставне пјесме љубавног садржаја уз инструменталну пратњу, француског порекла, која потиче још из 11. века. Међу најпознатијим шансоњерима друге половине 20. века су Едит Пијаф, Шарл Азнавур, Ив Монтан, Жилбер Беко.

## Песма у историји и култури човечанства
Народна форма песме несумњиво је најстарија, јер у њој, с једне стране, одређени формални елементи песничке креативности - епovi, лирика и драма - још нису истакнути, нису раздвојени у посебне категорије, с друге - музика је и даље у блиској вези са оркестром и поезијом. Развој овог конгломерата и алокације посебно поетских елемената из ње је предмет историјске поетике песме. Наука нема увек довољно материјала на овом подручју. Од древних песама до данашњег времена је доспела само мала disjecta membra, на основу које се мора реконструисати рад. Број преживелих текстова, у поређењу са несталим без трага, изузетно је занемарљив. Директне информације добијене од њих, међутим, могу бити проширене и допуњене на два начина:
- Упоређујући их са сведочанством писаца. Међутим овај приступ није издашан у детаљнијем разјашњавању карактера (где текстови уопште нису сачувани, овај метод је често основна у анализи једне или друге категорије песама), и
- Упоређивањем древних материјала са живућом народном песмом, која очувава многе од старих традиције. Поетика користи оба начина истраживања, директна и индиректна.[33] Уз њихову помоћ, било је могуће обновити унутрашњу историју песме, барем у основним терминима.[34]

У најудаљенијој ери, песма је била страна идејним уметничким задацима које она сада остварује. Она је представљала један од најосновнијих аспеката древних обреда, и у почетку је задовољавала само једну практичну потребу. Временом је дошло до формирања естетског елемента, а песма се претворила у уметничко дело. Церемонијални аспект одредио је унутрашњи садржај и облик песме. Њин садржај је био религиозан, а не увек свештен по карактеру и конструкцији, што је зависило од својстава тренутка певања (слично различитим карактерима грчког Дионизија). Мотиви најстаријих песама били су изузетно једноставни. На пример, неке од светих химни примитивних племена састоје се од само две или три фразе, непрекидно поновљене, са мањим променама. Једноставност садржаја одговара једноставности извршења. Примитивна песма обично је певала у хору. Од извођача није очекиван уметнички изражај: центар гравитације древне песме лежи у њеном тексту, који је врло једноставан.
Понекад, у зависности од садржаја, уз наглашавање дијалектичког тренутка, уместо једног хора, постојала су два - околности које су се инцидентно могле јавити услед тога што су мушкарци и жене учествовали у певању. Антифонизам, стога, није могао да зависи од садржаја песме. Обе врсте извршења проналазе своју стварну потврду у псалмима Јевреја, у древним химнама итд. Извођење песме са два хора игра изузетно важну улогу у конструкцији самог текста: овај приступ објашњава феномен паралелизма, једног од основних принципа изградње древне песме. Два хора или полухора су певала; други је одговорио првом синонимном, метрички конструисаном целином, следећи део претходног напева. Паралелизам није имао ритмичко значење, које му се понекад приписује. Сваки члан је ритмички изграђен; стога ритам није у исти целим током. Збирка идеја и слика у древној песми је минимална. Описани паралелизам се налази у песмама најразличитијег порекла. Он се може наћи код Египћана, Хиндуса, Јевреја, Асираца, Словена и другим древним и новим народима.